# 819 до н. е.

## Події
- Ассирія: цар Шамшіадад V здійснив похід на Вавилон і знову підкорив його. Новий цар Вавилону Мардук-балашу-ікбі визнав себе васалом Ассирії.